# 久留島武彦記念館
久留島武彦記念館（くるしまたけひこきねんかん）は、大分県玖珠郡玖珠町森の三島公園内にある博物館である。
玖珠町出身の童話作家・口演童話家・教育者の久留島武彦に関する資料を展示する。

## 概要
2014年（平成26年）まで玖珠町森地区にあった旧久留島記念館を充実し、博物館を兼ねた単独の記念館とした施設である、2017年（平成29年）4月28日開館。

## 施設
旧町立保育園を増改築した木造平屋約500m2で、久留島武彦関連の資料約5千点を収蔵し、シーズンごとに展示を変えてしている。以下の10のブースに分かれている。
- 久留島武彦文化賞 - 久留島武彦文化賞の歴代受賞者を紹介する。
- 童話碑が見える部屋 - 窓ガラス越しに国指定名勝の旧久留島氏庭園や庭園内に建つ童話碑を見ることができる。
- 出会いの部屋 - 久留島と巖谷小波、後藤新平、勝海舟、岡本太郎、柳原白蓮、村岡花子らとの交流を紹介する。
- 久留島先生を学ぶ部屋 - 久留島の生涯を紹介する。久留島の作詞した童謡などを聞くことができる。三大口演童話家と呼ばれた巖肉声武彦岸邉と岸の、演肉声も公開し聞くをとができる
- いぬはりこの部屋 - 絵本、遊具などを配置しており、子どもたちが自由に遊べる部屋である。
- ものがたりの部屋 - くるしま童話シリーズや玖珠町の民話像と音声で上映楽しめる留島の肉声講演を聞くこともできる。
- 日本を旅する部屋 - スクリーンや床に映像を映し、日本全国での久留島の童話口演活動を紹介する。
- 世界を旅する部屋 - 久留島の世界での活動を紹介する。
- 久留島先生ゆかりの部屋 - 久留島の愛用品、書簡、書籍等を展示する。
- ショップ‐記念館オリジナルグッズや書籍を販売する。

## 休館日等
- 休館日：月曜日（祝日の場合は翌日）、年末年始（12月28日-1月4日）
- 開館時間：9:30-16:30
- 料金：一般300円（町内在住者150円）、高校生以下・18歳未満無料

## 画像

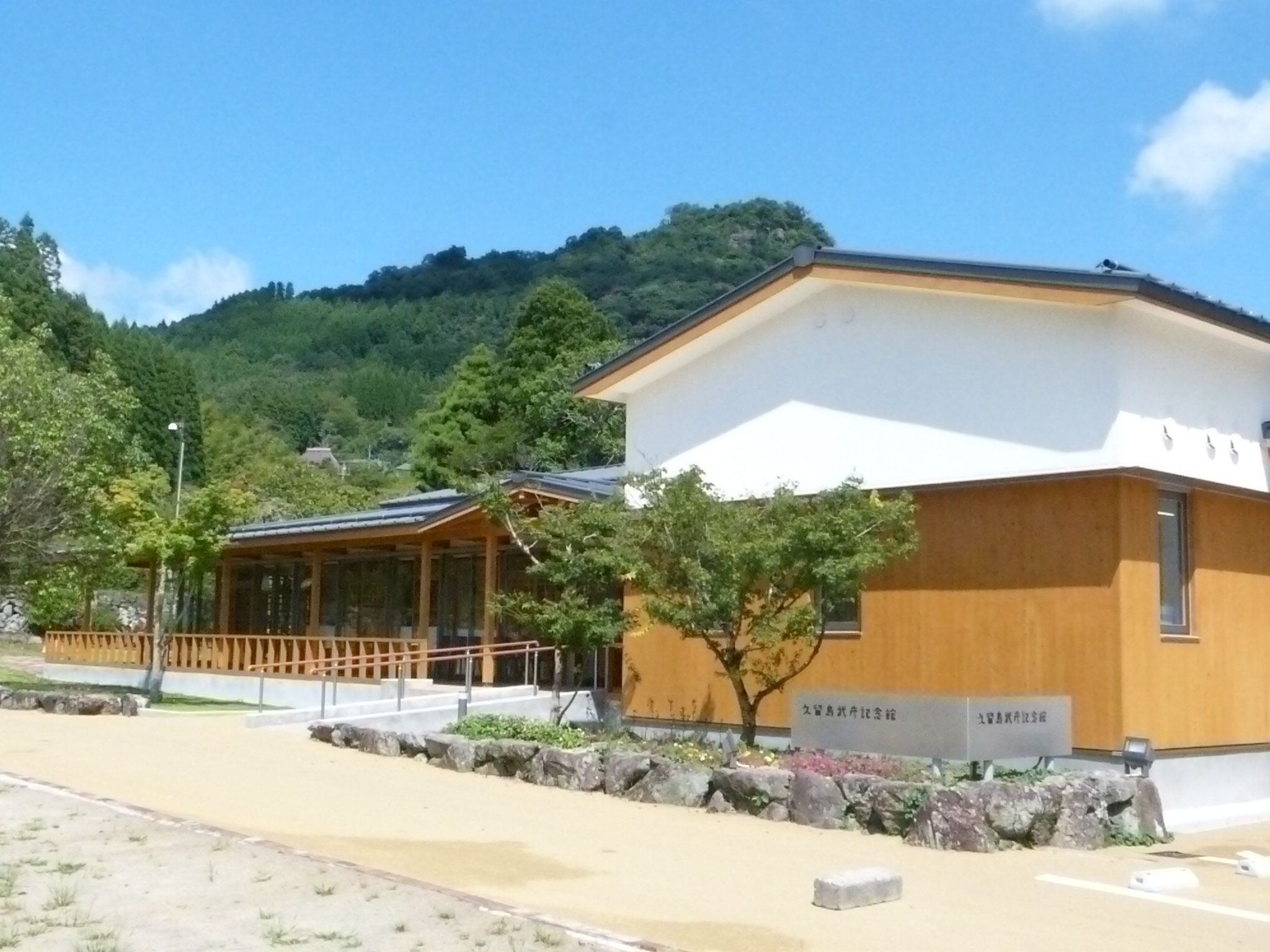
久留島武彦記念館
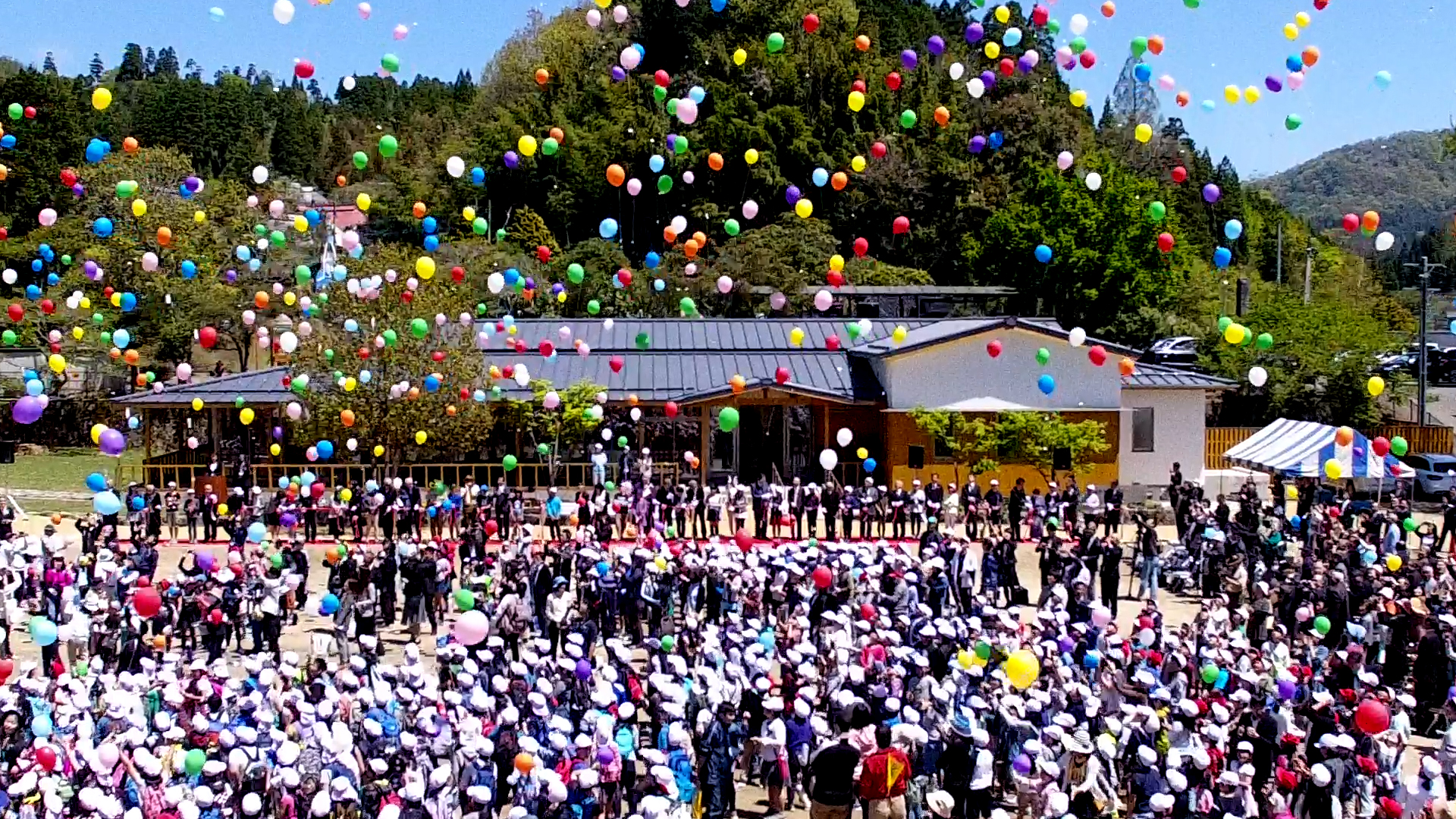
開館記念式典